# S/S Vega (1913)
S/S Vega var ett svenskt koleldat ångfartyg som byggdes år 
1913 på Lindholmens varv i Göteborg åt Stockholms Rederi Svea.
Vega sattes in på en linje mellan Tyskland och Sverige och i början av andra världskriget chartrades hon av Internationella Rödakorskommittén och baserades i Lissabon. Mellan december 1944 och juni 1945 levererade hon nödhjälp till de brittiska kanalöarna vid sex tillfällen. Lasten bestod av medicinsk utrustning och paket med mat och förnödenheter såsom mjöl och tvål som skänktes av Kanada och Nya Zeeland.

## Bakgrund
Jersey, Guernsey, Alderney och Sark ockuperades av tyskarna under andra världskriget och var helt isolerade från moderlandet. I oktober 1944 var bristen på livsmedel så stor att de lokala tjänstemannen på Jersey och Guernsey bad Röda Korset om hjälp. Winston Churchill var först tveksam till idén men när tyskarna lovade att inte röra leveranserna gav han med sig.
Den 27 december 1944 ankom Vega  till Guernsey. Hon förtöjdes och lossades på anvisad plats vid kajen vid högvatten men gick på grund och skadades när tidvattnet sjönk. Trots skadorna seglade hon vidare till Jersey där hon nödtorftigt reparerades den 30 december medan den resterande lasten lossades. Vid återkomsten till Lissabon lades hon i torrdocka och reparerades för 10 000 pund.
Vega återkom till kanalöarna ytterligare fem gånger varav sista gången i maj 1945, kort efter krigsslutet. Leveranserna räddade många från att dö av svält.

## Efter andra världskriget
Vega avslutade seglingarna för Röda Korset i juni 1945. Fartyget seglade till London där hon målades om och märkningarna målades över. Hon återlämnades till Sveabolaget och året efter byggdes hon om så att besättningen fick bättre förhållanden. Kommandobryggan höjdes och fler ventiler monterades i skrovet. I maj 1954 såldes Vega till upphuggning i Travemünde i Tyskland.

## Eftermäle

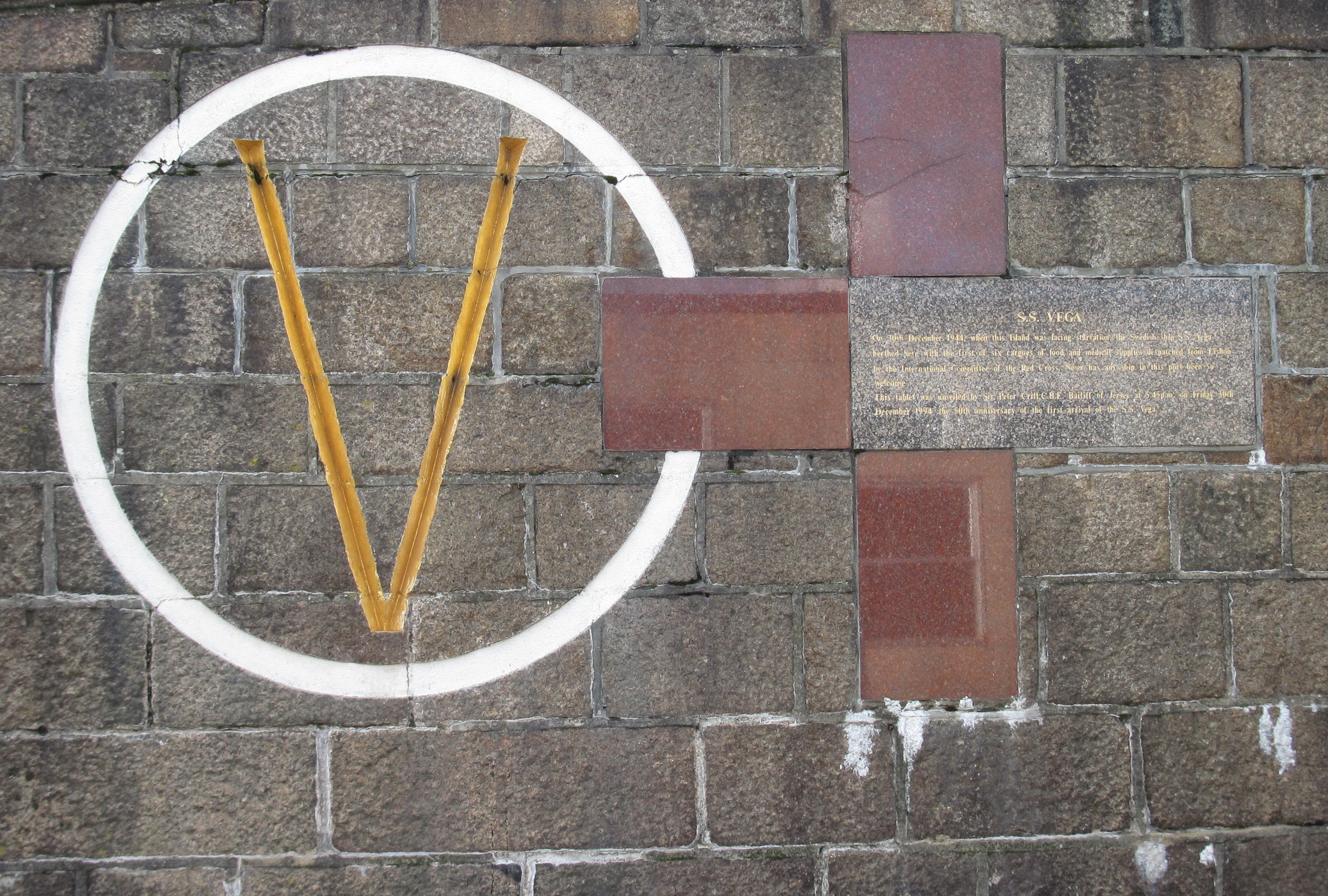
Minnesmärke till ära för S/S Vega i Saint Helier.

Den 30 december 1994, på dagen femtio år efter S/S Vegas första ankomst till Jersey, avtäcktes en minnesplakett vid hennes kajplats i hamnen i Saint Helier.